# 145 Canis Majoris
145 Canis Majoris è una stella gigante arancione di magnitudine 4,84 situata nella costellazione del Cane Maggiore. Dista 1417 anni luce dal sistema solare.

## Osservazione
Si tratta di una stella situata nell'emisfero celeste australe; grazie alla sua posizione non fortemente australe, può essere osservata dalla gran parte delle regioni della Terra, sebbene gli osservatori dell'emisfero sud siano più avvantaggiati. Nei pressi dell'Antartide appare circumpolare, mentre resta sempre invisibile solo in prossimità del circolo polare artico. La sua magnitudine pari a 4,8 fa sì che possa essere scorta solo con un cielo sufficientemente libero dagli effetti dell'inquinamento luminoso.
Il periodo migliore per la sua osservazione nel cielo serale ricade nei mesi compresi fra dicembre e maggio; da entrambi gli emisferi il periodo di visibilità rimane indicativamente lo stesso, grazie alla posizione della stella non lontana dall'equatore celeste.

## Caratteristiche fisiche
La stella è una gigante arancione; possiede una magnitudine assoluta di -6,58 e la sua velocità radiale positiva indica che la stella si sta allontanando dal sistema solare.

## Sistema stellare
145 Canis Majoris forma una binaria visuale con HD 56578, una stella bianca di magnitudine 5,8, separata dall'ipergigante arancione di 26,6 secondi d'arco e con angolo di posizione di 55 gradi. Il sistema offre una splendida visione in piccoli telescopi, data l'ampia separazione e il contrasto di colori. Tuttavia le due stelle non sono legate gravitazionalmente e si trovano solo sulla linea di vista con la Terra, poiché HD 56578 dista "solo" 340 anni luce dalla Terra, mentre 145 CMa si trova ad oltre 1000 a.l.